# Tilaï
Tilaï è un film del 1990 diretto da Idrissa Ouédraogo, vincitore del Grand Prix Speciale della Giuria al 43º Festival di Cannes.
Una tragedia sul senso dell'onore, del rispetto della legge ancestrale e sul conflitto tra vecchio e nuovo
In lingua mooré tilai vuol dire "legge".

## Trama
Saga, tornato al paese dopo due anni, scopre che la fidanzata Nogma ha invece sposato suo padre. Avendo fatto l'amore con lei la legge non scritta del villaggio lo condanna a morte, ma il fratello Kougri che dovrebbe essere l'esecutore non se la sente e lascia scappare Saga, che sarà poi raggiunto dall'amata Nogma. Per rivedere la madre morente Saga torna al villaggio, e stavolta Kougri, disonorato, lo uccide.

## Riconoscimenti
- 1990 - Festival di Cannes
  - Grand Prix Speciale della Giuria